# Urocissa
Urocissa là một chi chim trong họ Corvidae, được Jean Louis Cabanis thiết lập năm 1850. Tên gọi các loài này trong tiếng Việt là giẻ cùi, chia sẻ chung với các loài trong chi Cissa.

## Từ nguyên
Urocissa là sự kết hợp của các từ trong tiếng Hy Lạp là oura ("đuôi") và kissa ("chim thước, ác là").

## Các loài
- Urocissa ornata - Giẻ cùi lam Sri Lanka. Phân bố: Sri Lanka.
- Urocissa caerulea - Giẻ cùi lam Đài Loan. Phân bố: Đài Loan.
- Urocissa flavirostris - Giẻ cùi mỏ vàng. Phân bố: Tiểu lục địa Ấn Độ, gồm cả phần thấp của Himalaya, với quần thể phân bố rời rạc tại Việt Nam.
- Urocissa erythroryncha - Giẻ cùi. Phân bố: Từ Tây Himalaya về phía đông tới Myanmar, Campuchia, Lào và Việt Nam.
- Urocissa whiteheadi - Giẻ cùi vàng. Phân bố: Miền nam Trung Quốc, miền bắc Việt Nam, miền bắc và trung Lào.